# كرايغ مكارثي
كرايغ مكارثي (بالإنجليزية: Craig McCarthy)‏ هو محامي أمريكي، ولد في 13 أغسطس 1967.